# Tangentbussol

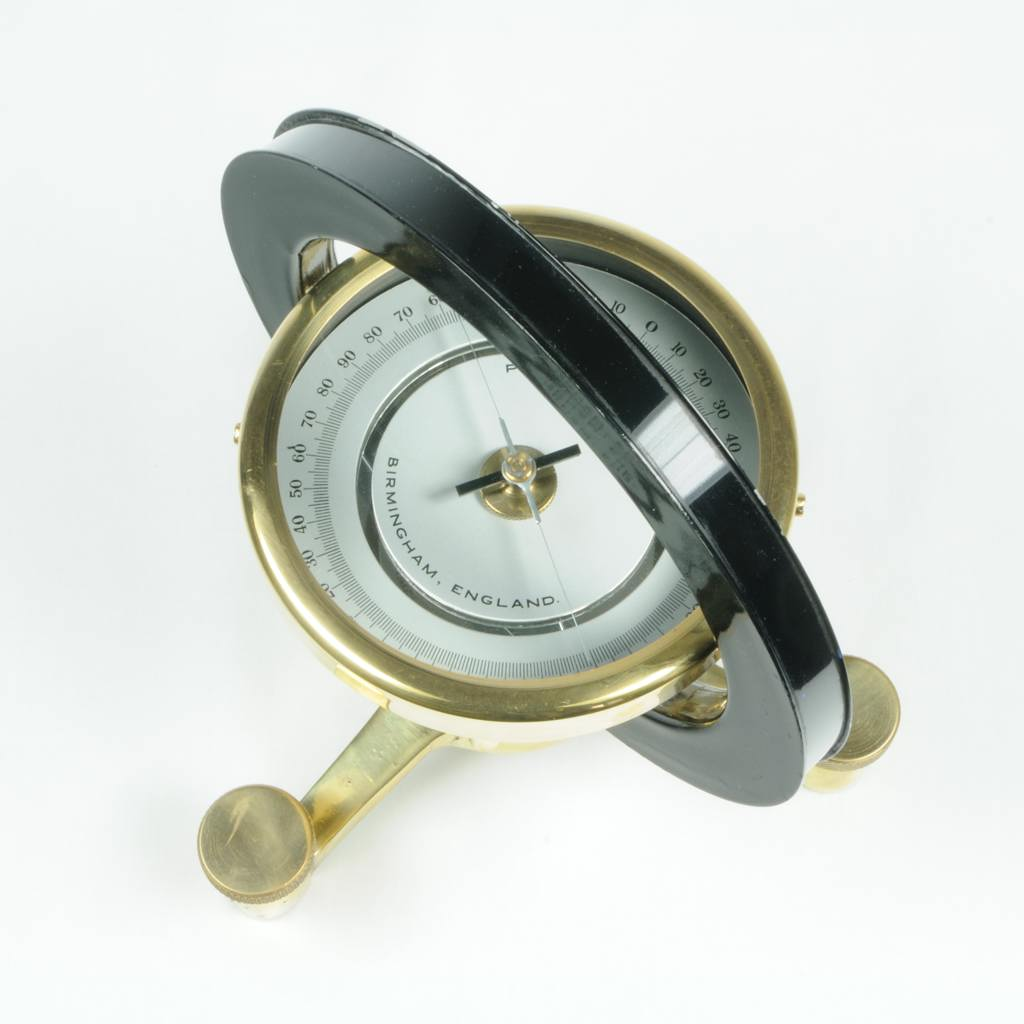
Instrument från 1950 där spolen ligger i den svarta ringen (på den här bilden ligger den inte i nord-syd-riktning).

Tangentbussol är ett äldre instrument för mätning av elektrisk ström, en galvanometer. Det består av en kort magnetnål, placerad i centrum av en cirkulär trådslinga i meridianens plan. Tangenten för nålens utslagsvinkel är proportionell mot strömmen genom spolen.

## Teknisk funktion
I en vertikal ring av koppar eller mässing är insatt en kompass med kort nål i den magnetiska meridianen, i ringens medelpunkt. När strömmen föres genom ringen, som nedtill är öppen och där ansluten till polskruvar, gör nålen en avvikning från den magnetiska meridianen, så att strömstyrkan I genom ringen är nära proportionell mot avvikningsvinkeln α, så att man approximativt har
I = c ⋅ tg α,
där c är instrumentets reduktionsfaktor. 
Om den ström som undersöks är svag, blir nålens avvikning liten, eftersom strömmen förs endast ett varv runt ringen. Man kan då använda en trådslinga som är lindad i flera varv kring en ram av trä eller mässing i stället för metallringen, varvid avvikningen blir i samma grad större.
För att visa detta och härleda ovanstående grundformel för tangentbussolen, kan man anta att trådvarvens radie är b och deras antal n och således trådens hela längd = 2πnb. Den nämnda kraften är då vinkelrät mot ringens plan  
f = 2πnIμ/b
om μ är intensiteten hos polen. 
Komposanten i en mot nålen vinkelrät riktning är = f cos α. Men på samma pol verkar jordmagnetismens horisontala komposant = H μ, och dennas komposant, motverkande den förra, är = H μ sin α. Av detta följer 
I = Hb/2πn ⋅ tg α
så att reduktionsfaktorn är 
c = Hb/2πn
Av detta framgår dels att för samma strömstyrka blir α större i samma gard som n, dels att utslagen beror på ringens radie och den jordmagnetiska kraften och blir således i allmänhet olika för olika instrument och på olika ställen på jorden.
Tangentbussolen i den vanliga formen ger endast ett approximativt värde, eftersom tangenten för utslagsvinkeln då är proportionell mot strömstyrkan, endast om längden av magnetnålen är oändligt liten i jämförelse med ringens diameter.
För Gaugains tangentbussol är kompassdosan placerad vid sidan 
av ringen och med rotationscentrum i samma horisontalplan som dennas medelpunkt, men på ett avstånd lika med en fjärdedel av dennas diameter. Är därtill nålens längd endast en åttondedel av samma diameter, blir ovanstående formel nära nog exakt.